# Liste des titres musicaux numéro un en Allemagne en 2003
Cette page liste les titres numéro un dans les meilleures ventes de disques en Allemagne pour l'année 2003 selon Media Control Charts.
Les classements sont issus des 100 meilleures ventes de singles et des 100 meilleures ventes d'albums. Ils se déroulent du vendredi au jeudi, et sont publiés le mardi par l'industrie musicale allemande.

## Classement des singles
| №  | Date         | Artiste                               | Titre                                      |
| -- | ------------ | ------------------------------------- | ------------------------------------------ |
| 1  | 3 janvier    | Gerd Show                             | Der Steuersong (Las Kanzlern)              |
| 2  | 10 janvier   | Deutschland sucht den SuperStar       | We Have a Dream                            |
| 3  | 17 janvier   | Deutschland sucht den SuperStar       | We Have a Dream                            |
| 4  | 24 janvier   | Deutschland sucht den SuperStar       | We Have a Dream                            |
| 5  | 31 janvier   | Deutschland sucht den SuperStar       | We Have a Dream                            |
| 6  | 7 février    | Deutschland sucht den SuperStar       | We Have a Dream                            |
| 7  | 14 février   | Deutschland sucht den SuperStar       | We Have a Dream                            |
| 8  | 21 février   | t.A.T.u.                              | All the Things She Said                    |
| 9  | 28 février   | t.A.T.u.                              | All the Things She Said                    |
| 10 | 7 mars       | t.A.T.u.                              | All the Things She Said                    |
| 11 | 14 mars      | t.A.T.u.                              | All the Things She Said                    |
| 12 | 21 mars      | t.A.T.u.                              | All the Things She Said                    |
| 13 | 28 mars      | Alexander                             | Take Me Tonight                            |
| 14 | 4 avril      | Alexander                             | Take Me Tonight                            |
| 15 | 11 avril     | Daniel K.                             | You Drive Me Crazy                         |
| 16 | 18 avril     | Alexander                             | Take Me Tonight                            |
| 17 | 25 avril     | Daniel K.                             | You Drive Me Crazy                         |
| 18 | 2 mai        | No Angels                             | No Angel (It’s All in Your Mind)           |
| 19 | 9 mai        | 50 Cent                               | In Da Club                                 |
| 20 | 16 mai       | Yvonne Catterfeld                     | Für dich                                   |
| 21 | 23 mai       | Yvonne Catterfeld                     | Für dich                                   |
| 22 | 30 mai       | Yvonne Catterfeld                     | Für dich                                   |
| 23 | 6 juin       | Yvonne Catterfeld                     | Für dich                                   |
| 24 | 13 juin      | Yvonne Catterfeld                     | Für dich                                   |
| 25 | 20 juin      | Yvonne Catterfeld                     | Für dich                                   |
| 26 | 27 juin      | RZA feat. Xavier Naidoo               | Ich kenne Nichts (das so schön ist wie du) |
| 27 | 4 juillet    | Outlandish                            | Aïcha                                      |
| 28 | 11 juillet   | Outlandish                            | Aïcha                                      |
| 29 | 18 juillet   | Outlandish                            | Aïcha                                      |
| 30 | 25 juillet   | Outlandish                            | Aïcha                                      |
| 31 | 1er août     | Outlandish                            | Aïcha                                      |
| 32 | 8 août       | The Rasmus                            | In the Shadows                             |
| 33 | 15 août      | Pur                                   | Ich denk an dich                           |
| 34 | 22 août      | DJ Ötzi feat. Eric Dikeb (de)         | Burger Dance                               |
| 35 | 29 août      | Lumidee feat. Busta Rhymes & Fabolous | Never Leave You                            |
| 36 | 5 septembre  | Martin Kesici                         | Angel of Berlin                            |
| 37 | 12 septembre | Lumidee feat. Busta Rhymes & Fabolous | Never Leave You                            |
| 38 | 19 septembre | Martin Kesici                         | Angel of Berlin                            |
| 39 | 26 septembre | Die Ärzte                             | Unrockbar                                  |
| 40 | 3 octobre    | Dido                                  | White Flag                                 |
| 41 | 10 octobre   | The Black Eyed Peas                   | Where Is the Love?                         |
| 42 | 17 octobre   | The Black Eyed Peas                   | Where Is the Love?                         |
| 43 | 24 octobre   | The Black Eyed Peas                   | Where Is the Love?                         |
| 44 | 31 octobre   | The Black Eyed Peas                   | Where Is the Love?                         |
| 45 | 7 novembre   | Alexander                             | Free Like the Wind                         |
| 46 | 14 novembre  | Alexander                             | Free Like the Wind                         |
| 47 | 21 novembre  | Overground                            | Schick mir ’nen Engel                      |
| 48 | 28 novembre  | Preluders                             | Everyday Girl                              |
| 49 | 5 décembre   | Overground                            | Schick mir ’nen Engel                      |
| 50 | 12 décembre  | Sarah Connor feat. Naturally 7        | Music Is the Key                           |
| 51 | 19 décembre  | The Black Eyed Peas                   | Shut Up                                    |
| 52 | 26 décembre  | The Black Eyed Peas                   | Shut Up                                    |

## Classement des albums
| №  | Date         | Artiste                         | Titre                                 |
| -- | ------------ | ------------------------------- | ------------------------------------- |
| 1  | 3 janvier    | Herbert Grönemeyer              | Mensch                                |
| 2  | 10 janvier   | Robbie Williams                 | Escapology                            |
| 3  | 17 janvier   | Robbie Williams                 | Escapology                            |
| 4  | 24 janvier   | Eminem                          | 8 Mile Soundtrack                     |
| 5  | 31 janvier   | Eminem                          | 8 Mile Soundtrack                     |
| 6  | 7 février    | Eminem                          | 8 Mile Soundtrack                     |
| 7  | 14 février   | Guano Apes                      | Walking on a Thin Line                |
| 8  | 21 février   | Deutschland sucht den Superstar | United                                |
| 9  | 28 février   | Deutschland sucht den Superstar | United                                |
| 10 | 7 mars       | Deutschland sucht den Superstar | United                                |
| 11 | 14 mars      | Deutschland sucht den Superstar | United                                |
| 12 | 21 mars      | Deutschland sucht den Superstar | United                                |
| 13 | 28 mars      | Deutschland sucht den Superstar | United                                |
| 14 | 4 avril      | Linkin Park                     | Meteora                               |
| 15 | 11 avril     | Linkin Park                     | Meteora                               |
| 16 | 18 avril     | Wolfsheim                       | Casting Shadows                       |
| 17 | 25 avril     | HIM                             | Love Metal                            |
| 18 | 2 mai        | Madonna                         | American Life                         |
| 19 | 9 mai        | Alexander                       | Take Your Chance                      |
| 20 | 16 mai       | Madonna                         | American Life                         |
| 21 | 23 mai       | Marilyn Manson                  | The Golden Age of Grotesque           |
| 22 | 30 mai       | Andrea Berg                     | Machtlos                              |
| 23 | 6 juin       | Yvonne Catterfeld               | Meine Welt                            |
| 24 | 13 juin      | Metallica                       | St. Anger                             |
| 25 | 20 juin      | Metallica                       | St. Anger                             |
| 26 | 27 juin      | Metallica                       | St. Anger                             |
| 27 | 4 juillet    | Metallica                       | St. Anger                             |
| 28 | 11 juillet   | Metallica                       | St. Anger                             |
| 29 | 18 juillet   | Metallica                       | St. Anger                             |
| 30 | 25 juillet   | Beyoncé                         | Dangerously in Love                   |
| 31 | 1er août     | Beyoncé                         | Dangerously in Love                   |
| 32 | 8 août       | Beyoncé                         | Dangerously in Love                   |
| 33 | 15 août      | Kraftwerk                       | Tour de France Soundtracks            |
| 34 | 22 août      | The Rasmus                      | Dead Letters                          |
| 35 | 29 août      | Shania Twain                    | Up!                                   |
| 36 | 5 septembre  | No Angels                       | Pure                                  |
| 37 | 12 septembre | Beginner                        | Blast Action Heroes                   |
| 38 | 19 septembre | Pur                             | Was ist passiert?                     |
| 39 | 26 septembre | Pur                             | Was ist passiert?                     |
| 40 | 3 octobre    | Limp Bizkit                     | Results May Vary                      |
| 41 | 10 octobre   | Die Ärzte                       | Geräusch                              |
| 42 | 17 octobre   | Dido                            | Life for Rent                         |
| 43 | 24 octobre   | Dido                            | Life for Rent                         |
| 44 | 31 octobre   | Dido                            | Life for Rent                         |
| 45 | 7 novembre   | R.E.M.                          | In Time: The Best of R.E.M. 1988–2003 |
| 46 | 14 novembre  | Dido                            | Life for Rent                         |
| 47 | 21 novembre  | Herbert Grönemeyer              | Mensch Live (DVD)                     |
| 48 | 28 novembre  | Overground                      | It’s Done                             |
| 49 | 5 décembre   | Robbie Williams                 | Escapology                            |
| 50 | 12 décembre  | Robbie Williams                 | Escapology                            |
| 51 | 19 décembre  | Robbie Williams                 | Escapology                            |
| 52 | 26 décembre  | Robbie Williams                 | Escapology                            |

## Hit-Parade de l'année
| Singles | Albums |
| --- | --- |
| 1. Deutschland sucht den Superstar – We Have a Dream 2. Alexander – Take Me Tonight 3. Yvonne Catterfeld – Für dich 4. RZA feat. Xavier Naidoo – Ich kenne Nichts 5. t.A.T.u. – All the Things She Said 6. Eminem – Lose Yourself 7. Outlandish – Aicha 8. The Black Eyed Peas – Where Is the Love? 9. Lumidee – Never Leave You 10. The Rasmus – In the Shadows 11. Evanescence – Bring Me to Life 12. Dido – White Flag 13. Buddy vs. DJ The Wave – Ab in den Süden 14. Alexander – Free Like the Wind 15. Sean Paul – Get Busy 16. Daniel K. – You Drive Me Crazy 17. 50 Cent – In Da Club 18. Wolfsheim – Kein zurück 19. Die Gerd Show – Der Steuersong 20. Shania Twain – Ka-Ching! 21. Kate Ryan – Désenchantée 22. In-Grid – Tu es Fotou 23. One-T + Cool-T – The Magic Key 24. Blue feat. Elton John – Sorry Seems to be the Hardest Word 25. Gareth Gates – Anyone of Us (Stupid Mistake) | 1. Deutschland sucht den Superstar – United 2. Nena – 20 Jahre – Nena feat. Nena 3. Herbert Grönemeyer – Mensch 4. Robbie Williams – Escapology 5. Shania Twain – Up! 6. Norah Jones – Come Away with Me 7. Linkin Park – Meteora 8. Robbie Williams – Live Summer 2003 9. Evanescence – Fallen 10. Metallica – St. Anger 11. Pur – Was ist passiert? 12. Dido – Life for Rent 13. Eros Ramazzotti – 9 14. Simply Red – Home 15. Eminem – The Eminem Show 16. Christina Aguilera – Stripped 17. Coldplay – A Rush of Blood to the Head 18. t.A.T.u. – 200 km/h in the Wrong Lane 19. Madonna – American Life 20. Avril Lavigne – Let Go 21. Wolfsheim – Casting Shadows 22. Eminem – 8 Mile Soundtrack 23. 50 Cent – Get Rich or Die Tryin' 24. Sean Paul – Dutty Rock 25. Xavier Naidoo – Zwischenspiel / Alles für den Herrn |